# フル語
フル語（フルご、フル語: bèle fòòr、英: Fur language、阿: فوراوي）は、ナイル・サハラ語族に属する言語である。話者は、スーダン西部のダルフール地方に居住するフール人の人々である。